# 医薬品関連の業界団体の一覧
医薬品関連の業界団体の一覧（いやくひんかんれんのぎょうかいだんたいのいちらん）を示す。
医薬品製造業者の親睦などを目的とする団体、技術向上などを行う団体など、多岐にわたる。

## 業界団体一覧
- 日本無機薬品協会
- 日本健康・栄養食品協会
- 日本オーガニック&ナチュラルフーズ協会
- 日本製薬団体連合会
  - 日本製薬工業協会
  - 日本漢方生薬製剤協会
  - 日本医薬品直販メーカー協議会
  - 日本家庭薬協会
  - 日本ジェネリック製薬協会
  - 全国配置家庭薬協会
  - 医薬品製剤協議会
  - 日本血液製剤協会
  - 日本臨床検査薬協会
  - 日本OTC医薬品協会
  - 細菌製剤協会
  - 外用製剤協議会
  - 眼科用剤協会
  - 輸液製剤協議会
- くすりの適正使用協議会
- 日本化粧品工業連合会
- 日本動物用医薬品協会
- 日本植物防疫協会
- 日本防疫殺虫剤協会
- 日本浴用剤工業会
- 日本毛髪業協会
- 全国伝統薬連絡協議会
- 日本石鹸洗剤工業会
- 日本CRO協会
- 日本歯磨工業会
- 日本歯科薬品協議会
- 日本エステティック工業会
- 製薬産業政治連盟
- 日本薬業政治連盟